# 聖稀棘䲁
聖稀棘䲁（學名：Meiacanthus vicinus），為輻鰭魚綱鳚形目䲁科稀棘䲁屬的一種，分布於中西太平洋印尼海域，深度1至10公尺，本魚體延長，稍側扁，頭頂無冠膜，無鬚，下頜兩側有犬齒具有毒腺，體白色，頭部和身體上方有一對黑色條紋，背部最深處延伸至背鰭基部，背鰭硬棘4枚、背鰭軟條26枚、臀鰭硬棘2枚、臀鰭軟條15枚，體長可達4.1公分，棲息在沿岸淺水域，雌魚產附著性卵，雄魚有護卵行為，生活習性不明。